# ایشو بار نون
ایشو بار نون (انگلیسی: Isho Bar Nun؛ راهب، نویسنده، و روحانی، پاتریارک کلیسای شرق از ۸۲۳ تا ۸۲۸ بود. او جانشین تیموتای اول شد، که به‌طور گسترده به عنوان تأثیرگذارترین ایلخانان نسطوری شناخته می‌شود.